# Eobrachychthonius setus
Eobrachychthonius setus är en kvalsterart som beskrevs av Sergienko 1992. Eobrachychthonius setus ingår i släktet Eobrachychthonius och familjen Brachychthoniidae. Inga underarter finns listade i Catalogue of Life.